# Kulturaustausch (Magazin)
Kulturaustausch – Magazin für internationale Perspektiven (Eigenschreibweise: KULTURAUSTAUSCH) ist ein vierteljährliches Magazin, das vom Institut für Auslandsbeziehungen (ifa) herausgegeben wird. Es erscheint im ConBrio Verlag und wird durch das Auswärtige Amt finanziell unterstützt, ist aber inhaltlich unabhängig.

## Inhalte
Kulturaustausch behandelt internationale Kultur- und Gesellschaftsthemen. Ein Schwerpunktthema jeder Ausgabe fokussiert die wachsende Bedeutung kultureller Prozesse in der globalisierten Welt. Dieses umfasst etwa zwei Drittel des Heftumfangs und enthält Texte von Gastautoren mit unterschiedlichen kulturellen und fachlichen Hintergründen. Der Fokus liegt dabei etwa auf grenzüberschreitenden Phänomenen (Klimawandel, Wachstum, Flucht), kulturellen Praktiken in verschiedenen Ländern (Arbeit, Rausch, Konsum) oder einzelnen Staaten und Weltregionen (Türkei, Frankreich, Russland, Iran).
In der Regel werden diese Themen in Essays und Interviews besprochen. Zahlreiche internationale Intellektuelle, Schriftsteller und Wissenschaftler haben bereits für Kulturaustausch geschrieben, darunter etwa Ai Weiwei, Shumona Sinha, Charles Taylor, Naomi Klein, Pankaj Mishra, Laurie Penny, Tim Parks, Adania Shibli, Laksmi Pamuntjak, Erri De Luca und Vandana Shiva. Für die Bebilderung der Inhalte sorgten in der Vergangenheit unter anderem Edward Burtynsky, Hossein Fatemi und Lord Snowdon.
Außerhalb des jeweiligen Themenschwerpunkts befasst sich das Magazin zudem mit Themen wie der Auswärtigen Kulturpolitik, Entwicklungszusammenarbeit, nationalen Stereotypen und weiteren Themen des Kulturaustausches. Es enthält auch Reportagen, Rezensionen und andere Textformen.

## Redaktionsbeirat
Bei der Auswahl der Schwerpunktthemen wird die Redaktion von einem Beirat aus Politik, Wissenschaft, Medien und Kultur beraten. Die Mitglieder des Redaktionsbeirats (Stand 2023) sind die Schriftstellerin Jagoda Marinić, die Journalistin Evelyn Roll, der Kulturwissenschaftler und Philosoph Thomas Macho, die Autorin Fatima Remli und der Schriftsteller Aleš Šteger.

## Auszeichnungen
Für ihre Layout-Gestaltung der Ausgabe Was vom Krieg übrig bleibt (I / 2007) wurde Art-Direktorin Heike Reinsch mit dem red dot design award in der Kategorie communication design geehrt.